# Clepsis mehli
Clepsis mehli es una especie de polilla del género Clepsis, categorizada en la tribu Archipini, de la subfamilia Tortricinae.

## Distribución
Se distribuye por Noruega.

## Taxonomía
Fue descrita por Opheim en 1964 y publicada en (Epagoge), Norsk. Ent. Tidsskr 12: 179.